# أدمة الأريمة
أدَمَةُ الأريْمة أو أدَمَة الجُرثومة أو القرص الجرثومي أو القرص الأريمي (بالإنجليزية: Blastoderm)‏ هي طبقة واحدة من الأنسجة الظهارية الجنينية التي تشكل الأريمة. تُحيط بالسائل المملوء بالتجويف الأريمي. يتبعها مرحلة تكون الجاسترولا المتمثلة في تكوين الأديم الأرومي حيث تبدأ أطراف الأديم الأرومي في تكوين الأديم الظاهر والأديم المتوسط والأديم الباطن.

## التكوين
يتكون الأديم الأريمي عندما يبدأ غشاء بلازما البويضة في الانقسام مما يخلق خلايا متعددة ترتب نفسها في غلاف خارجي يجيط بالتجويف الأريمي.

## في بيض الدجاج
في بيض الدجاج يمثل الأديم الأرومي قرصًا مسطحًا بعد الإخصاب الجنيني. على حافة الأدمة هو موقع الهجرة النشطة من قبل معظم الخلايا.